# 大坏狐狸的故事
《大坏狐狸的故事》（法語：Le Grand Méchant Renard et autres contes…）是一部2017年的法国/比利时多段式动画电影。该片由迪迪埃·布伦纳监制，本杰明·雷内、帕特里克·英伯特执导，改编自雷内自己创作的绘本《坏狐狸》。影片于2017年6月15日在安锡国际动画影展上首映。
影片采取戏中戏结构，包含三个小故事，出场角色有狐狸、猪、鸡、兔、鸭等。曾获卢米埃尔最佳动画片奖。

## 情节
第一个故事《送子三傻》：笨鸭、蠢兔和猪先生发现了送子鹤落下的婴儿波琳娜。他们找狼带路差点被吞，搭屠宰场的车逃走，遇到眼睛猴想出了邮寄的办法。最后终于幸运的将婴儿物归原主。第二个故事《大坏狐狸的故事》：胆小的大坏狐狸与狼先生密谋偷来三个鸡蛋，结果被三只小鸡仔认作“妈妈”，只得担负起保护幼崽的责任。痛失小鸡的母鸡召集了灭狐俱乐部。小鸡们最终回到了亲妈妈的身边，大坏狐狸也留了下来成为他们的老师。第三个故事《拯救圣诞节》：笨鸭与蠢兔、猪先生扮演圣诞老人一行，落入狗卷，结果狗老大为他们从垃圾堆里翻出了圣诞礼物。最后笨鸭他们居然遇到了真正的圣诞老人。